# Volo Pan Am 214
Il volo Pan Am 214 era un volo di linea della Pan American World Airways diretto da Porto Rico a Filadelfia, con scalo intermedio a Baltimora.
L'8 dicembre 1963 il Boeing 707-121 che operava il volo è precipitato vicino a Elkton, nel Maryland, dopo essere stato colpito da un fulmine; tutte le 81 persone a bordo morirono.

## Il volo
L'8 dicembre 1963, il volo Pan Am 214, un Boeing 707-121 quadrimotore turbogetto chiamato Clipper Tradewind, decollò da Porto Rico alle 16:10 pm EST diretto a Filadelfia con 73 passeggeri e 8 membri dell'equipaggio a bordo. Alle ore 19:35 EST, il volo 214 effettuò uno scalo tecnico per fare rifornimento a Baltimora, da dove ripartì alle ore 20:24 EST. A causa di forti venti nella zona, l'equipaggio decise di aspettare in un circuito di attesa con cinque altri velivoli piuttosto che tentare di atterrare a Filadelfia.

## L'incidente
Alle 20:58 EST, mentre era ancora nel circuito di attesa, il velivolo venne colpito da un fulmine, innescando i vapori di carburante del serbatoio di riserva numero uno e provocando un'esplosione che fece distaccare una grossa porzione della fusoliera. L'equipaggio del volo 214 riuscì comunque a trasmettere un messaggio («Mayday, mayday, mayday [...] Clipper 214 sta precipitando in fiamme!») prima dello schianto vicino Elkton, Maryland. Tutte le 81 persone a bordo morirono nell'incidente.

## Probabili cause
Le indagini furono condotte dal Civil Aeronautics Board (CAB) che, il 3 marzo 1965, emise la relazione finale sull'incidente, nella quale si legge:

## Conseguenze
In seguito all'incidente del volo 214, la Federal Aviation Administration (FAA) dispose che su tutti i jet commerciali con voli all'interno dello spazio aereo degli Stati Uniti venissero installati parafulmini.
Il 17 dicembre 1963, nove giorni dopo lo schianto del volo 214, Leon H. Tanguay, direttore dell'Ufficio Sicurezza del CAB, inviò alla FAA una lettera nella quale suggeriva modifiche da apportare nella progettazione dei nuovi aeromobili; una di queste era collegata in modo specifico alla formazione dei vapori di carburante all'interno dei serbatoi, i quali possono essere accesi da varie fonti d'innesco e causare un'esplosione. Tanguay suggerì di ridurre la volatilità del vapore di carburante con l'introduzione nel serbatoio di un gas inerte o utilizzando un ricircolo dell'aria.
Trentatré anni dopo, una raccomandazione analoga venne emessa dall'NTSB (l'ente successore del CAB) dopo l'incidente del volo TWA 800 che il 17 luglio 1996 esplose in volo, a causa dell'accensione del vapore di carburante in un serbatoio, causando 230 vittime.